# Kinosternon chimalhuaca
La tortuga de pantano de Jalisco (Kinosternon chimalhuaca) es una especie de tortuga de la familia Kinosternidae.

## Distribución
Esta especie es endémica de México; se encuentra en los estados de Colima y Jalisco.